# Iglesia antigua colombiana
Las Iglesias Veterocatólicas de colombia o simplemente Iglesias Antiguas Colombianas son iglesias veterocatólicas, confederaciones de iglesias y federaciones veterocatólicas que tienen sus raíces en la Unión de Utrecht y en la Old Catholic Church of America, OCCA. 
Nacen en la República de Colombia y Latinoamérica en los inicios de la década de los 70, bajo el esfuerzo de obispos veteros católicos descontentos con la ordenación de mujeres y homosexuales, dichos obispos se retiran de la unión de Utrecht, pero tampoco se adhieren a la Iglesia Nacional Polaca, Nordica y otras que forman otra unión, pero ultraconservadora, y en contacto con sacerdotes latinoamericanos encabezados por sacerdotes y obispos se inicia las misiones en América del Sur, adoptando nombres distintos en cada uno de los países donde ha llegado, contando en la mayoría de ellos con su personería jurídica y el reconocimiento del Estado que como comunidad religiosa que guarda la herencia católica.  
Estas Iglesias son:
- Confederación de Iglesia católicas Antiguas en Colombia y Latinoamérica.
- Federación de Iglesias Veterocatólicas en Colombia y Latinoamérica.
- Fraternidad Apostólica María Madre de los Misioneros. en la Tradición Católica Antigua (vetero católicos)
- Iglesia Antigua en Colombia - Viejos Católicos 1870.
- Iglesia Antigua en Costa Rica y Centroamérica.
- Iglesia Veterocatólica Nuestra Señora de la Alegría.
- Iglesia Antigua en el Reino de España.
- Iglesia Veterodoxa Cuerpo y Sangre de Cristo.
- Iglesia Misionera San Pablo.
- Iglesia Cristiana El Buen Pastor.
- Iglesia OCAC Internacional.

Las Iglesias Veterocatólicas  celebran sus misas de forma muy similar a como lo hace la Iglesia Católica Romana. Tiene los mismos siete sacramentos: bautismo, comunión, confirmación, matrimonio, orden sacerdotal, confesión, y unción de los enfermos.
En Colombia hay una gran representación de estas iglesias veterocatólicas organizadas en grupos más pequeños con diferentes obispos que tiene comunión entre ellos.

## Separación de la Old Catholic Church of America
Las Iglesias Antiguas Colombiana se separaron de la Old Catholic Church of America, OCCA. y no forma parte de la Unión de Utrecht, ni se encuentra en comunión con las iglesias anglicanas, pues no comparte la ordenación de mujeres ni la bendición de parejas del mismo sexo.

## Relación con el papa
Las Iglesia católica veterocatólica también es una, santa, católica y apostólica pero no se encuentra en comunión con el papa precisamente por el rechazo que en el concilio Vaticano I se dio al dogma de la infalibilidad, sus sacramentos son válidos de acuerdo a la sucesión apostólica y en consonancia con lo expuesto en el documento Dominus Iesus N. 17, sobre la validez de las órdenes y la salvación.
Se debe entender que las iglesias antiguas en Colombia o católicas antiguas ha tenido acercamientos con la sede romana en los comités ecuménicos, dándole a la misma una verdadera identidad como iglesia histórica que comparte las raíces católicas en Colombia y el mundo; están con mayor presencia en las mesas interreligiosas

## Diferencias entre la Iglesia Antigua Colombiana y la Iglesia Católica Romana
| Rito               | Iglesias Antiguas en Colombia Iglesias Veterocatólicas                              | Independientes de la Iglesia Católica Romana, aunque mantienen sus diálogos de hermandad católica. |
| ------------------ | ----------------------------------------------------------------------------------- | -------------------------------------------------------------------------------------------------- |
| Creen en la Virgen | Toda la doctrina católica                                                           | Respetan al Papa, aunque estén fuera del poder político del Vaticano                               |
| Miembros           | Más de 400 religiosos                                                               | En la República de Colombia, Latinoamérica, Europa, Estados Unidos y Centroamérica                 |
| Feligreses         | 2,8 millones                                                                        | En Colombia y Latinoamérica                                                                        |
| Logros             | Ecumenismo entre la Iglesia católica romana, anglicana y católicas de rito oriental | En Colombia y el mundo                                                                             |

## Padre Cesar Augusto Calderón Caicedo
Las Iglesias Antiguas o vetero católicas de Colombiana tiene un destacado exorcista, el padre César Augusto Calderón Caicedo, delegado en el departamento de Valle del Cauca, con miras a extenderse en toda Colombia, trabajando así en un solo objetivo que es la convivencia y reconciliación entre iglesias.